# 素浪人 天下太平
『素浪人 天下太平』（すろうにん てんかたいへい）は、NETテレビ（現・テレビ朝日）系列にて1973年4月5日から9月27日まで毎週木曜夜8時からの1時間枠で放映された東映制作のテレビ時代劇。全26話。

## 概要
『素浪人 月影兵庫』、『素浪人 花山大吉』に続く素浪人シリーズの第3作。素浪人・天下太平（近衛十四郎）が、渡世人・うづ巻の勘太（佐々木剛）、御坊のお仙（加茂さくら）と旅をしながら悪を退治する道中記。
オープニングで主題歌が終わった直後、小鳥（声・平井道子）と天下太平が「旦那、今のはカッコ良かったけど、今夜の旅籠代はどうするの」「うん・・・そうなんだ」という会話を交わす場面が、アニメと実写を合成したものになっている。本編ではアニメ合成は登場しないが、太平にだけ聞こえる「天の声」がオープニング同様登場する。
1960年末、近衛の持病である糖尿病、高血圧の悪化により『素浪人 花山大吉』を終了せざるを得なくなり、2年3カ月後、満を持しての素浪人シリーズの再開となった。ダイナミックな殺陣こそ健在だったが、病気療養の影響は隠せず、痩せた近衛の顔には既に老いの影がさし始めていた。

## キャスト
- 天下太平：近衛十四郎

主人公。素浪人だが抜群の剣技を持つ超一流の剣客で、劇中では無双状態。一方で慢性的な金欠状態であり、江戸で多額の借金をこさえてしまったため金策のためと称してぶらりと旅に出てしまう。金に困っているわりには金への執着が薄く、多額の金を得ても困っている人にあっさりあげてしまったりするなどおおらかで呑気な性格。しかし曲がった事が大嫌いな正義感の持ち主でもあり、行く先々で悪人どもをバッタバッタと斬り倒していく。上述にもあるように自分だけに聞こえる「天の声」から諌められたりアドバイスを受けたりする。最終回、勘太やお仙と別れ気ままな一人旅を続ける。
- うづ巻の勘太：佐々木剛

一人前の侠客たらんと侠道修行の旅をしていた若いやくざ者。太平の剣の腕前と人柄にほれ込み、その後を付いてまわる。左利きであり、斬り合いの時は左手で刀を抜いて戦う。最終回、太平に促され一人旅へと赴く。
- 御坊のお仙：加茂さくら

芸者。「鴨奴（かもやっこ）」という源氏名を持つ。多額の借金を残したまま旅にでた太平から借金を取り立てるべく後を追って旅にでるが、実は太平にほのかに好意を持っている。最終回、江戸からの知らせが来て、太平らと別れ江戸へ一旦帰還する。

## スタッフ
- プロデューサー：上月信二（NET）、群杉昭（NET）、杉井進（東映）、田村嘉（東映）
- 脚本：結束信二、森田新、迫間健、飛鳥ひろし、松村正温、西沢裕子、朝比奈峰、小滝光郎
- 監督：井沢雅彦、荒井岱志、小野登、佐々木康、松尾正武
- 音楽：小川寛興
- 撮影：柾木兵一、脇武夫、羽田辰治、森常次、安達重穂
- 録音：墨関治、高井唯夫、田中峯生、武山大蔵
- 照明：松井薫、林春海、椹木儀一、岡田耕二、藤井光春、宇野増太郎
- 美術：寺島孝男、塚本隆治、宇佐美亮、中島哲二、角井博
- 編集：島村智之、鳥居勉、川上忠
- 整音：草川石文、小野岡道秀、山根定男
- 計測：水島淳一、佐賀彰、山元豊、長谷川武次、山口鉄雄、宮川俊夫
- 記録：篠敦子、平井宇津江、長岡君枝、野崎八重子、土橋喜久子
- 衣裳：荒堀実秋、工藤昭、上野徳三郎
- 美粧：林三郎、井筒俊彦
- 結髪：河野節子、水巻春江、浜崎喜美江
- 装飾：山中忠知、清原和雄
- 装置：曽根美装
- 助監督：久郷久雄、曽根勇、尾田耕太郎、古市真也、太田雅章、岡本静夫、上杉尚祺、内沢豊
- 殺陣：上野隆三、土井淳之祐
- 演技事務：上ノ山敏
- 進行主任：藤野清
- 進行：河野荘一
- 現像：東洋現像所
- ナレーター：平井道子、松田明
- 制作：NET、東映

## 放映リスト（サブタイトルリスト）
| 話数 | サブタイトル                   | 放送日        | 脚本       | 監督     | ゲスト出演者 |
| ---- | ------------------------------ | ------------- | ---------- | -------- | --- |
| 1    | さくらの花の咲く頃に           | 1973年 4月5日 | 結束信二   | 荒井岱志 | 稲葉義男(西国屋)、遠藤辰雄(居酒屋の亭主)／藤江リカ(染香)、松谷紀代(志津)、佐藤京一(吉辺)、岩田直二(儀兵ヱ)、神戸瓢介(職人)飯田覚三、早見栄子、酒井哲、北野拓也／滝譲二、宮川龍児、富永佳代子、岡本直子／葉山良二(大槻伝四郎)                                                                         |
| 2    | ここは江戸から何十里           | 4月12日       | 結束信二   | 井沢雅彦 | 菊容子(おみよ)／富田浩太郎(田川主水)、木田三千雄(小山田左内)／千葉敏郎(吉辺)、山田秀樹(市太郎)／大城泰、岡嶋艶子、由井恵三／左右田一平(大山伝内) |
| 3    | 金の亡者を笑う鬼               | 4月19日       | 森田新     | 荒井岱志 | 人見明(赤沼玄蕃)／二瓶秀雄(清吉)、中村錦司(徳兵ヱ)／丘路千、遠山金次郎／森秀人、伊玖野暎子、畑中伶一／野村昭子(おとく) |
| 4    | 山のお寺の怖い鐘               | 4月26日       | 迫間健     | 井沢雅彦 | 村上冬樹(福田屋英五郎)、高品格(鳴神の五郎兵ヱ)／明石潮(和尚)、土屋靖雄(由松)／田畑猛雄(佐吉)、山本弘(猪之吉)、鈴木康弘(鐘の大八)／出水憲司、田畑実行、五十嵐義弘、川口喬／遠山二郎、佃和美、原田逸夫、内藤康夫、智村清／三条泰子(羽衣お蝶)                                                           |
| 5    | 額に汗して空財布               | 5月3日        | 飛鳥ひろし | 井沢雅彦 | 桑山正一(竜神の為五郎)、原健策(笈川十太夫)、戸上城太郎(藤井軍兵ヱ)、坂口徹(三浦哲之助)、玉生司朗(寅吉)、波多野博、重久剛、平河正雄、藤山良、牧淳子、宮崎博、準見淳、亀井光代(あや) |
| 6    | 空にきらきら金の星             | 5月10日       | 結束信二   | 井沢雅彦 | 富田仲次郎(虎造)、川島育恵(おゆう)、花上晃（清吉)、五味竜太郎(権藤源八)、西山辰夫(茜の半蔵)、国田栄弥(伝五郎)、北見唯一、森章二、南部彰三、島田秀雄、野村鬼笑、長谷川明男(銀次郎) |
| 7    | 往きはよいよい怖い道           | 5月17日       | 松村正温   | 井沢雅彦 | 見明凡太朗(山田吾右ヱ門)、滝恵一（荒)、小倉弥寿子(おたけ)、芦田鉄雄(俵田)、川浪公次郎(藤岡)、田中直行(弥次郎）、野崎善彦、坂東京三郎、小峰一男、藤山良、松本妙子、淡路康、谷村昌彦(亀吉) |
| 8    | 夕焼け子焼けの子守唄           | 5月24日       | 結束信二   | 荒井岱志 | 山岡徹也(熊蔵)、森秋子(おえん)、和田一壮(清吉)、大木智子(おせつ)、梅津栄(権造)、丘路千(陣之助)、小田部通麿(鬼五郎)、志摩靖彦、日高久、松田明、高並功、道井和仁、春藤真澄、八代郷子、北原義郎(黒沼重太夫)、田口計(伝吉)                                                                               |
| 9    | 山の彼方の悪を断つ             | 5月31日       | 森田新     | 井沢雅彦 | 江見俊太郎(佐野伊左ヱ門)、五藤雅博(松崎屋儀助)、寄山弘(作兵ヱ)、小松陽太郎(千吉)、守田学哉(氏原左門)、楠年明(石島源三郎)、浜伸二、野上哲也、不動万、松田明、疋田泰盛、橋本房枝、小峰一男、御影京子(お春)                                                                                             |
| 10   | はぐれ鴉の流れ唄               | 6月7日        | 森田新     | 井沢雅彦 | 水島道太郎(流れ星の銀次)、富田仲次郎(井熊の助五郎)、河村弘二(新田の惣兵ヱ)、京春上(おかよ)、鈴木康弘(儀十)、島田秀雄、平沢彰、池田謙治、日高綾子、内藤康夫、目黒祐樹(佐太郎) |
| 11   | 鈴が鳴ります母恋い唄           | 6月14日       | 西沢裕子   | 小野登   | 外山高士(桜井玄馬)、五藤義秀(正吉)、山村弘三(弥八)、杉山昌三九(浅吉)、有川正治(後藤)、雲井三郎(和尚)、松田明(田島)、八代郷子(さわ)、石沢健、熊谷武、小田真士、保積かや、赤松志乃武、長谷川待子(浦辺)                                                                                                 |
| 12   | 白い月夜の悪い夢               | 6月21日       | 松村正温   | 井沢雅彦 | 石山律(庄吉)、野口元夫(阿野の政造)、小谷悦子(お花)、西田良(伊佐次)、山本弘、藤沢宏、梶本潔、川口喬、藤本秀夫、池田謙治、青柳三枝子(おゆう) |
| 13   | 父（ち）ゃんの土産は千両箱     | 6月28日       | 朝比奈峰   | 荒井岱志 | 河野秋武(村井道庵)、小林勝彦(大野新人)、外山高士(卯月平馬)、野口ふみえ(粂)、大泉滉(熊吉)、加賀瓜芳和(三太郎)、石浜祐次郎(三河屋)、浜田雄史、那智映美、志賀勝、木谷邦臣、山田光子、なかつかかずよ、壬生新太郎、亀石征一郎(海田源太郎)                                                                 |
| 14   | 雨降り花嫁さんどこへいく       | 7月5日        | 松村正温   | 佐々木康 | 和田一壮(清治郎)、鷲尾真知子(おみの)、近江輝子(日光尊)、東竜子(おこよ)、古川ロック、山本一郎、高崎継義、北見唯一、日高久、疋田泰盛、和田昌也、江原政一、前川良三、山岡徹也(月光)、原健策(七兵衛) |
| 15   | めんない千鳥の惚れた女（ひと） | 7月12日       | 森田新     | 井沢雅彦 | 今井健二(伝造)、唐沢民賢(仙次)、松島和子(行商の女)、阿木五郎、真木祥次郎、美松艶子、由井恵三、大江光、多々良純(富の市) |
| 16   | 子を取ろ子取ろの悪の里         | 7月19日       | 森田新     | 荒井岱志 | 高森和子(おかね)、増田順司(大和屋)、幸田宗丸(伝蔵)、西田良、阿波地大輔、谷村昌彦(伍作)、広瀬義宣、近江輝子、山田光子、邦保、三浦徳子、和田昌也、池山豊明、池田尚代、泉春子、淡路康、柳沢真一(三本松の伊助）                                                                                          |
| 17   | 晴れたら金の鈴鳴らそ           | 7月26日       | 森田新     | 小野登   | 藤岡重慶(山谷の多三郎)、森健二(喜兵ヱ)、柳生博(吉次)、汐路章(幻の伝造)、浜伸二(大熊)、滝譲二(常)、山瀬洋(松吉)、佐野伸寿(喜一)、野上哲也、丸平峰子、東孝、小畠絹子(お絹) |
| 18   | 本物 偽物 三度笠               | 8月2日        | 飛鳥ひろし | 松尾正武 | 高品格(吉五郎)、江見俊太郎(服部修理)、川島育恵(お千代)、阿波地大輔(黒馬の伝造)、千葉敏郎(大沼陣内)、秋山勝俊(白狐の丑松)、新屋英子(お松)、浜田雄史(伊坂兵衛)、森章二(赤不動の岩吉)、高並功(源八)、熊谷武(説爺)、岩尾正隆(青蛙の権太)、井上茂子、山田光子、藤川弘、宮崎博、江原政一、長谷川明男(弥市) |
| 19   | 黒い風吹く城下町               | 8月9日        | 迫間健     | 井沢雅彦 | 亀石征一郎(笹部伊織)、永井秀明(三宅作左ヱ門)、谷口完(辰五郎)、五味竜太郎(井上軍八)、加賀瓜芳和(長松)、中田喜子(由美)、永野達雄(立花曲軒)、那智映美(おかよ)、千葉保、木谷邦臣、白川浩二郎、有島淳平、泉好太郎、小田真士、河原崎健三(富田兵馬)                                                         |
| 20   | からすなぜなく遠い空           | 8月16日       | 松村正温   | 井沢雅彦 | 福山象三(熊五郎)、上野山功一(弥十)、永野達雄(彦兵ヱ)、畠山麦(岩松)、玉生司朗、森秀人、新海なつ、藤山喜子、日高綾子、村田玉郎、有島淳平、平河正雄、伊玖野暎子、今田義幸、池田弘美、小庄義明、梶三和子(おちよ)                                                                                         |
| 21   | 親星子星の見る夢は・・・       | 8月23日       | 森田新     | 井沢雅彦 | 小野恵子(美代)、国一太郎(伝次)、阿波地大輔(安五郎)、西山嘉孝(上州屋)、古川ロック(川辺の政吉)、徳田実(留造)、土橋勇、井上茂、水島道太郎(佐野大三郎) |
| 22   | 日暮れの道は遠い道             | 8月30日       | 小滝光郎   | 井沢雅彦 | 北原義郎(氷川弥平太)、菊容子(おみの)、梅津栄(仁造)、江幡高志(辰)、西田良(銀次)、雲井三郎、出水憲司、土橋勇、松田利夫、宮崎博、藤山良、桜むつ子(お熊) |
| 23   | あの町、この町 影法師          | 9月6日        | 森田新     | 荒井岱志 | 珠めぐみ(お菊)、住吉正博(仙次)、山村弘三(了庵)、西山嘉孝(吉兵ヱ)、武周暢(清太郎)、武田禎子(お梅)、藤田千代美(お君)、大橋壮太、川浪公次郎、田畑猛雄、熊谷武、内藤康夫、東孝、坂本香、宮村武子、御木本伸介(安川惣右ヱ門)                                                                               |
| 24   | どんぐりころころ一人旅         | 9月13日       | 松村正温   | 小野登   | 田口計(銀造)、金井由美(おさと)、春日俊二(越後屋)、山崎亨一(三太松)、武田てい子(茶屋女房)、松島和子(おちか)、大木晤郎(伊佐次)、伝法三千雄(鹿松)、宮城幸生、前川利江子、市川祐二、初音礼子(おかね) |
| 25   | 大ボラ小ボラで日が暮れた       | 9月20日       | 森田新     | 小野登   | 高木均(芋田の儀十)、上野山功一(十津川玄馬)、玉生司朗(郷田)、武田禎子(おつた）、松田明(和助)、佃和美(お花)、池田幸路(お銀)、北原将光、岩尾正隆、宇崎尚韶、智村清、丸平峯子、伊玖野暎子、工藤堅太郎(大前田の小五郎)                                                                                    |
| 26   | むすんで、ひらいて朝が来た     | 9月27日       | 松村正温   | 荒井岱志 | 水原麻記(おきみ)、小松陽太郎(三吉)、瀬良明(茂助)、五藤雅博(徳右ヱ門)、阿波地大輔(大熊)、笹吾朗(飛脚)、丘路千(岩松)、八代郷子、美樹博、佐々木松之亟、壬生新太郎、春藤真澄、司京子、内藤康夫、穂積隆信(円月院元道)、小林勝彦(原町の伝造)                                                               |

## 主題歌
- ひとり旅（唄：伊勢功一）
- 夕焼け小焼けの子守唄（唄：ボニージャックス、サカモト児童合唄団）

（以上、作詞：結束信二、作曲・編曲：小川寛興、発売元：キングレコード）

## 再放送
- CS放送
  - 2001年5月 - 6月（時代劇専門チャンネル）
  - 2012年1月 - 4月（東映チャンネル）
  - 2014年1月 - 4月（東映チャンネル）

## ネット配信
2022年7月1日からYouTube「東映時代劇YouTube」の「据置枠」で、第1・2話が常時配信されている。